# Перевал Дятлова (телесеріал)
«Перевал Дятлова» — російський телесеріал в жанрі історичної драми, створений кінокомпанією 1-2-3 Production. Проєкт заснований на реальних подіях і складається з восьми серій, присвячених загибелі тургрупи Ігоря Дятлова на початку 1959 року і розслідуванню причин події.
Творцям серіалу — режисерам і продюсерам Валерію Федоровичу, Євгену Никишову і сценаристу Іллі Куликову вдалося отримати доступ до закритих матеріалів справи 1959 року і матеріалів дослідування 2000-х років, а також детально вивчити щоденники загиблих студентів.
Багато персонажів серіалу — реальні люди, і їх біографії відтворені з документальною точністю. Вигаданими є головний герой, майор КДБ Олег Костін, а також Шуманова, Окунєв і персонажі зі сцен часів Великої Вітчизняної війни.
Прем'єра серіалу відбулася 16 листопада 2020 року на телеканалі ТНТ і відеосервісі Premier. Нові серії виходили з понеділка по четвер. В ефірі каналу ТНТ в 22:00 транслювалася версія 16+, а версія 18+ — розміщувалася в 23:00 на сервісі Premier. Заключна серія вийшла 26 листопада 2020 року .

## Сюжет
У ніч з 1 на 2 лютого 1959 року в околицях гори Холатчахль на півночі Свердловської області гине група з дев'яти студентів під керівництвом Ігоря Дятлова. Через 16-18 днів учасники походу, присвяченого XXI з'їзду КПРС, повинні були подолати на лижах не менше 300 км і здійснити сходження на дві вершини Північного Уралу: Отортен і Ойка-Чакур. Слідчій групі на чолі з майором КДБ Олегом Костіним належить розібратися в причинах трагедії.
Непарні серії присвячені розслідуванню, а парні — описують історію походу.

## Актори і персонажі

### У головних ролях
| Актор                 | Роль |
| --------------------- | --- |
| Петро Федоров         | майор КДБ Олег Дмитрович Костін |
| Марія Лугова          | Катерина Андріївна Шуманова член слідчої групи майора Костіна |
| Андрій Добровольський | капітан КДБ Олександр Окунєв член слідчої групи майора Костіна |
| Іван Мулин            | Ігор Олексійович Дятлов 23 роки, керівник походу, студент 5-го курсу радіотехнічного факультету УПІ                                                                           |
| Олександр Метьолкін   | Юрій Миколайович Дорошенко 21 рік, учасник походу, студент 4-го курсу радіотехнічного факультету УПІ                                                                          |
| Ірина Лукіна          | Людмила Олександрівна Дубініна 20 років, учасниця походу, студентка 4-го курсу будівельного факультету УПІ                                                                    |
| Єгор Бероєв           | капітан КДБ Семен (Олександр) Олексійович Золотарьов 37 років, учасник походу, інструктор Коуровской турбази, випускник Інституту фізичної культури Білоруської РСР 1950 року |
| Євген Антропов        | Олександр Сергійович Колеватов 24 року, учасник походу, студент 4-го курсу фізико-технічного факультету УПІ                                                                   |
| Марія Мацель          | Зінаїда Олексіївна Колмогорова 22 року, учасниця походу, студентка 5-го курсу радіотехнічного факультету УПІ                                                                  |
| Максим Ємельянов      | Георгій (Юрій) Олексійович Кривонищенко 23 року, учасник походу, випускник будівельного факультету УПІ 1957 року народження, виконроб                                         |
| Роман Євдокимов       | Рустем Володимирович Слободін 23 року, учасник походу, випускник механічного факультету УПІ 1958 року народження, інженер                                                     |
| Юрій Дейнекін         | Микола Володимирович Тібо-Бріньоль 23 року, учасник походу, випускник будівельного факультету УПІ 1958 року народження, інженер                                               |
| Максим Костромикін    | Юрій Юхимович Юдін 21 рік, учасник походу, студент 4-го курсу інженерно-економічного факультету УПІ                                                                           |
| Олексій Вертков       | Володимир Яхромєєв капітан НКВС, командир "летючого загону" |

## Рейтинг
За даними компанії Mediascope, серіал успішно стартував в телеефірі. Перша серія стала лідером за переглядами в Росії, зібравши частку 18,7 % цільової аудиторії ТНТ 14-44, залишивши позаду канал СТС (9,5 %), НТВ (8,2 %), Перший канал (8,0 %) і П'ятий канал (5,2 %).

## Виробництво
Уперше про створення серіалу оголосили 5 грудня 2017 року на презентації телеканалу «ТВ-3» у столичному кінотеатрі «Москва». Режисером проєкту був заявлений Вадим Перельман, а прем'єра повинна була відбутися в ефірі каналу «ТВ-3».
Знімання пілотної серії пройшли на початку 2018 року в Мурманської області, в Хібінських горах і в покинутому селищі Жовтневий.
1 лютого 2019 року, в 60-ту річницю трагедії, телеканал «ТВ-3» представив перший тизер серіалу. Також було оголошено про те, що характерною рисою проєкту стало те, що частина матеріалу, непарні серії, зняті на плівку, а режисерами виступили його продюсери Валерій Федорович і Євген Никишов.
Знімання серіалу проходили на Алтаї і завершилися восени 2019 року. До знімального майданчика членам знімальної групи доводилося добиратися 15 км на тракторі або снігоході.
У жовтні 2019 року оголосили про те, що прем'єра серіалу відбудеться на онлайн-платформі Premier восени 2020 року.
У серпні 2020 року офіційно повідомили про прем'єрі серіалу в ефірі телеканалу ТНТ.